# Erioptera (Meterioptera) quadrispicata
Erioptera (Meterioptera) quadrispicata is een tweevleugelige uit de familie steltmuggen (Limoniidae). De soort komt voor in het Afrotropisch gebied.